# 惜敗率
惜敗率（せきはいりつ）とは、日本の選挙におけるある候補者の得票数を同一選挙区で最多得票当選者の得票数で割ったもの。
1996年以降の日本の衆議院議員総選挙では小選挙区比例代表並立制で立候補者が「小選挙区選挙」と「比例代表選挙」に重複立候補できる。比例代表の名簿には政党が複数の重複候補者を同一順位にすることが多いが、その場合は惜敗率が高い候補、つまり当選者により肉薄していた落選者から順に、その回の選挙結果による各政党への比例配分割り当て数、比例復活がされる。

## 比例復活当選者記録

### 惜敗率が高い復活当選者
| 位 | 候補者     | 政党         | 選挙年 | 選挙区    | 比例代表     | 惜敗率  |
| -- | ---------- | ------------ | ------ | --------- | ------------ | ------- |
| 1  | 斎藤洋明   | 自由民主党   | 2017年 | 新潟3区   | 比例北陸信越 | 99.94%  |
| 2  | 高鳥修一   | 自由民主党   | 2021年 | 新潟6区   | 比例北陸信越 | 99.857% |
| 3  | 岩田和親   | 自由民主党   | 2021年 | 佐賀1区   | 比例九州     | 99.856% |
| 4  | 鷲尾英一郎 | 民主党       | 2014年 | 新潟2区   | 比例北陸信越 | 99.855% |
| 5  | 林佑美     | 日本維新の会 | 2024年 | 和歌山1区 | 比例近畿     | 99.83%  |
| 6  | 大島敦     | 民主党       | 2012年 | 埼玉6区   | 比例北関東   | 99.78%  |
| 7  | 国定勇人   | 自由民主党   | 2021年 | 新潟4区   | 比例北陸信越 | 99.76%  |
| 8  | 若山慎司   | 自由民主党   | 2024年 | 愛知10区  | 比例東海     | 99.73%  |
| 9  | 長谷川嘉一 | 立憲民主党   | 2024年 | 群馬3区   | 比例北関東   | 99.71%  |
| 10 | 鈴木貴子   | 民主党       | 2014年 | 北海道7区 | 比例北海道   | 99.69%  |

### 惜敗率が低い復活当選者
| 位 | 候補者     | 政党         | 選挙年 | 選挙区   | 比例代表   | 惜敗率 |
| -- | ---------- | ------------ | ------ | -------- | ---------- | ------ |
| 1  | 菊地董※    | 社会民主党   | 1996年 | 静岡7区  | 比例東海   | 19.72% |
| 2  | 保坂展人   | 社会民主党   | 1996年 | 東京22区 | 比例東京   | 19.95% |
| 3  | 吉田知代   | 日本維新の会 | 2021年 | 徳島1区  | 比例四国   | 20.17% |
| 4  | 日吉雄太   | 立憲民主党   | 2017年 | 静岡7区  | 比例東海   | 20.37% |
| 5  | 斉藤和子   | 日本共産党   | 2014年 | 千葉4区  | 比例南関東 | 20.38% |
| 6  | 塩川鉄也   | 日本共産党   | 2005年 | 埼玉8区  | 比例北関東 | 24.11% |
| 7  | 櫛渕万里※  | れいわ新選組 | 2021年 | 東京22区 | 比例東京   | 24.34% |
| 8  | 平賀高成   | 日本共産党   | 1996年 | 静岡8区  | 比例東海   | 24.83% |
| 9  | 深田肇     | 社会民主党   | 1996年 | 埼玉6区  | 比例北関東 | 24.89% |
| 10 | 山本喜代宏 | 社会民主党   | 2003年 | 秋田2区  | 比例東北   | 25.27% |
| 11 | 森夏枝     | 日本維新の会 | 2017年 | 京都3区  | 比例近畿   | 26.20% |
| 12 | 日森文尋   | 社会民主党   | 2000年 | 埼玉13区 | 比例北関東 | 26.29% |

- ※ は比例候補上位の議員が欠けたことに伴う繰り上げ当選。

## 惜敗率が最も高い落選者
| 回 | 候補者     | 政党       | 選挙区    | 比例代表   | 惜敗率 |
| -- | ---------- | ---------- | --------- | ---------- | ------ |
| 41 | 清水清一朗 | 自由民主党 | 東京20区  | 比例東京   | 98.24% |
| 42 | 内藤尚     | 自由民主党 | 東京3区   | 比例東京   | 98.31% |
| 43 | 荒巻隆三   | 自由民主党 | 福岡6区   | 比例九州   | 95.34% |
| 44 | 金田英行   | 自由民主党 | 北海道6区 | 比例北海道 | 98.08% |
| 45 | 有田芳生   | 新党日本   | 東京11区  | 比例東京   | 97.04% |
| 46 | 川端達夫   | 民主党     | 滋賀1区   | 比例近畿   | 90.57% |
| 47 | 船橋利実   | 自由民主党 | 北海道1区 | 比例北海道 | 90.99% |
| 48 | 馬淵澄夫   | 希望の党   | 奈良1区   | 比例近畿   | 97.27% |
| 49 | 屋良朝博   | 立憲民主党 | 沖縄3区   | 比例九州   | 91.76% |
| 50 | 髙階恵美子 | 自由民主党 | 島根1区   | 比例中国   | 86.06% |

- ※ 重複立候補者のみが対象、第46回の川端達夫は2014年に、第48回の馬淵澄夫は2019年に、第49回の屋良朝博は2023年にそれぞれ繰上当選。

## 惜敗率当落ライン

### 自由民主党
| 年     | 年   | 北海道          | 東北    | 北関東          | 東京    | 南関東          | 北陸 信越       | 東海                     | 近畿            | 中国    | 四国    | 九州            |
| ------ | ---- | --------------- | ------- | --------------- | ------- | --------------- | --------------- | ------------------------ | --------------- | ------- | ------- | --------------- |
| 1996年 | 当選 | 85.85%          | 73.67%  | 99.20% (94.74%) | 76.14%  | 98.03% (94.94%) | 100.00%         | 91.36%                   | 86.67% (85.71%) | 89.82%  | 100.00% | 96.43% (81.44%) |
| 1996年 | 落選 | 72.29%          | 56.64%  | 94.74% (94.23%) | 59.44%  | 94.94% (93.91%) | 92.32%          | 84.01%                   | 85.71% (85.14%) | －      | 94.27%  | 91.05% (81.40%) |
| 2000年 | 当選 | 98.08%          | 100.00% | 100.00%         | 100.00% | 96.54%          | 100.00%         | 100.00%                  | 99.56% (94.99%) | 100.00% | 100.00% | 100.00%         |
| 2000年 | 落選 | 97.13%          | 98.24%  | 96.54%          | 98.32%  | 93.75%          | 95.55%          | 96.48%                   | 94.99% (94.78%) | 93.28%  | 72.52%  | 97.79%          |
| 2003年 | 当選 | 87.69%          | 96.52%  | 85.57%          | 93.01%  | 89.40%          | 91.11%          | 90.54% (86.54%)          | 88.56%          | 83.07%  | 73.69%  | 96.19%          |
| 2003年 | 落選 | 84.10%          | 87.68%  | 79.68%          | 92.89%  | 89.13%          | 80.56%          | 86.54% (82.89%)          | 88.19%          | 59.67%  | －      | 95.34%          |
| 2005年 | 当選 | 98.20%          | 88.84%  | 88.80%          | 93.82%  | 84.45%          | 83.76%          | 78.00%                   | 80.12%          | 94.13%  | 73.69%  | 84.25%          |
| 2005年 | 落選 | 98.08%          | 87.57%  | 11.11%          | 11.11%  | 11.11%          | 81.83%          | 75.12%                   | 11.11%          | －      | 11.11%  | 81.90%          |
| 2009年 | 当選 | 82.70% (68.21%) | 98.50%  | 78.13%          | 89.95%  | 76.50%          | 90.70%          | 83.08% (81.11%)          | 76.60%          | 94.90%  | 80.20%  | 92.00%          |
| 2009年 | 落選 | 75.70% (67.87%) | 88.99%  | 77.24%          | 84.68%  | 75.75%          | 85.59%          | 81.11% (79.48%)          | 76.25%          | 93.81%  | 77.27%  | 89.41%          |
| 2012年 | 当選 | －              | 45.29%  | 46.49%          | 78.46%  | 47.64%          | 89.33%          | 43.34%                   | 86.21%          | 73.20%  | 91.00%  | 75.34%          |
| 2012年 | 落選 | 11.11%          | －      | 11.11%          | 11.11%  | 44.20%          | 11.11%          | 11.11%                   | 83.13%          | 11.11%  | 11.11%  | 11.11%          |
| 2014年 | 当選 | 93.46%          | 52.96%  | 52.94%          | 79.94%  | 62.86%          | 72.98%          | 68.92%                   | 85.82%          | 72.99%  | 72.74%  | 60.80%          |
| 2014年 | 落選 | 91.00%          | 52.06%  | 11.11%          | 11.11%  | 56.71%          | 11.11%          | 66.32%                   | 85.12%          | 11.11%  | －      | 11.11%          |
| 2017年 | 当選 | 86.97%          | 64.57%  | 64.68%          | 72.84%  | 47.17%          | 83.54% (64.80%) | 71.95% (70.07%) (67.24%) | 61.60%          | 80.84%  | 77.06%  | 74.86% (69.67%) |
| 2017年 | 落選 | 83.96%          | 56.47%  | 11.11%          | 11.11%  | 11.11%          | 77.73% (58.59%) | 70.07% (67.24%) (43.06%) | －              | 11.11%  | 75.95%  | 69.67% (69.65%) |
| 2021年 | 当選 | 93.22%          | 84.35%  | 78.52%          | 60.36%  | 93.43%          | 48.08%          | 68.01%                   | 76.31%          | 80.03%  | 77.80%  | 85.64%          |
| 2021年 | 落選 | 90.45%          | 75.78%  | －              | 54.93%  | 87.03%          | 11.11%          | －                       | 69.86%          | 11.11%  | 57.48%  | 78.19%          |

- ※ 赤色は多数の同一順位候補の当選者がいない場合。
- ※ 青色は多数の同一順位候補の当選者が全員当選して、さらに下位候補が当選した場合。
- ※ 当選における括弧内は上位候補の失職によって繰り上げ当選した候補の惜敗率。
- ※ 落選における括弧内は上位候補の失職による繰り上げ当選が発生しても当選できなかった候補の惜敗率。

### 民主党
| 年     | 年   | 北海道          | 東北            | 北関東          | 東京            | 南関東          | 北陸 信越 | 東海            | 近畿            | 中国            | 四国            | 九州            |
| ------ | ---- | --------------- | --------------- | --------------- | --------------- | --------------- | --------- | --------------- | --------------- | --------------- | --------------- | --------------- |
| 1996年 | 当選 | 100.00%         | 96.15%          | 71.11%          | 63.35% (55.88%) | 90.91%          | 49.15%    | 61.95%          | 50.44%          | 58.20%          | 93.64%          | 70.78%          |
| 1996年 | 落選 | 94.85%          | 72.65%          | 59.58%          | 55.88% (50.23%) | 86.91%          | 35.84%    | 59.58%          | 43.61%          | 43.42%          | 50.31%          | 43.00%          |
| 2000年 | 当選 | 100.00%         | 99.47% (68.81%) | 97.08%          | 74.01%          | 93.20%          | 93.67%    | 99.02%          | 89.54%          | 61.08% (58.69%) | 83.12%          | 86.19% (82.42%) |
| 2000年 | 落選 | 92.10%          | 68.81% (68.48%) | 68.07%          | 72.92%          | 90.78%          | 85.97%    | 80.49%          | 86.65%          | 58.69% (58.22%) | 77.78%          | 85.32% (77.37%) |
| 2003年 | 当選 | 69.96%          | 80.96%          | 82.83% (78.95%) | 85.95%          | 75.64%          | 67.37%    | 86.57% (74.80%) | 81.53%          | 80.95%          | 84.04%          | 71.64%          |
| 2003年 | 落選 | －              | 80.86%          | 78.95% (74.67%) | 85.64%          | 75.17%          | 64.94%    | 83.37% (64.32%) | 79.23%          | 67.19%          | 79.37%          | 60.74%          |
| 2005年 | 当選 | 81.82% (78.50%) | 81.22%          | 77.31%          | 81.58%          | 84.85% (79.26%) | 80.00%    | 83.87%          | 81.23%          | 86.85% (84.93%) | 88.29% (75.41%) | 76.57% (75.12%) |
| 2005年 | 落選 | 78.50% (71.60%) | 80.80%          | 75.94%          | 76.89%          | 83.25% (78.68%) | 76.97%    | 83.00%          | 80.30%          | 84.93% (64.76%) | 75.41% (72.52%) | 75.12%          |
| 2009年 | 当選 | 99.09%          | 74.24%          | 85.23%          | 77.17%          | 57.90%          | 91.33%    | 48.78%          | 87.29%          | 65.80% (60.78%) | 89.73%          | 58.26%          |
| 2009年 | 落選 | 11.11%          | 11.11%          | 11.11%          | 11.11%          | 11.11%          | 11.11%    | 11.11%          | 11.11%          | 60.78% (56.95%) | 86.96%          | 11.11%          |
| 2012年 | 当選 | 73.11%          | 69.63%          | 79.57%          | 87.94%          | 66.48%          | 82.54%    | 89.70%          | 91.98% (90.58%) | 70.16%          | 75.06%          | 88.62%          |
| 2012年 | 落選 | 71.71%          | 68.91%          | 75.10%          | 80.40%          | 65.51%          | 82.50%    | 83.29%          | 90.58% (77.53%) | 58.72%          | 72.37%          | 87.91%          |
| 2014年 | 当選 | 92.38%          | 86.90%          | 73.13%          | 83.38%          | 67.31%          | 91.27%    | 80.12%          | 82.80% (77.49%) | 79.72%          | 88.79%          | 81.77%          |
| 2014年 | 落選 | 90.16%          | 84.44%          | 71.46%          | 81.39%          | 67.30%          | 90.97%    | 72.25%          | 77.49% (67.65%) | 78.00%          | 81.02%          | 81.70%          |

- ※ 赤色は多数の同一順位候補の当選者がいない場合。
- ※ 青色は多数の同一順位候補の当選者が全員当選して、さらに下位候補が当選した場合。
- ※ 当選における括弧内は上位候補の失職によって繰り上げ当選した候補の惜敗率。
- ※ 落選における括弧内は上位候補の失職による繰り上げ当選が発生しても当選できなかった候補の惜敗率。

## 同一比例ブロック・同党における落選重複候補より低惜敗率での復活当選例

### 比例名簿における優遇当選
衆議院比例区の比例名簿では、小選挙区との重複立候補者は基本的に同一順位に配されることが多いが、一部の重複立候補者において、重点選挙区や女性候補である事、また、選挙区調整により本来の地盤と異なる選挙区からの立候補などを理由として、名簿上位に登載するケースが起きうる。この場合、惜敗率が低い重複立候補者が名簿順位で上位優遇されているために、比例復活となるケースも時折発生している。

#### 自由民主党
- 第41回総選挙（1996年）では、中選挙区時代に当選し同じ小選挙区での立候補を希望するケースなどもあったため、コスタリカ方式での選挙区調整を必要としたほか、小選挙区導入に伴う候補者増で新人候補の擁立も増加したことから、小選挙区の重複立候補者のうち、東北・北関東・東京の3ブロックでは同一順位でも基本として前職を優先し、新人や元職は一段階低い同一順位で登載した。
  - 一例を挙げると、東京ブロックでは前職候補者（深谷隆司を除く。後述）を4位同一順位に、新人候補者（参議院議員から鞍替えする八代英太を含む）と元職の石川要三、小林興起を15位同一順位とした。また、前職でも東京2区で民主党公認（当時）の鳩山邦夫と直接対決となる深谷隆司は比例1位と優遇されている。しかし、結果は自民党は比例で5議席しか得られず、1位の深谷のほか、選挙区調整で比例単独となった上位登載候補者が2人（鯨岡兵輔、高橋一郎）いたことで、小選挙区で落選した4位同一の重複立候補者3人のうち、民社党から移籍した大内啓伍が惜敗率順で及ばず、上位優遇を受けたが落選している。
  - 深谷の例に加え、この回の他ブロックでは北海道ブロックの鈴木宗男が1位（本来の地盤から国替えしたため）、南関東ブロックの甘利明、小此木八郎、河野洋平、亀井善之の神奈川県の選挙区との前職重複候補者4名が4位同順位、九州ブロックの衛藤晟一が1位（当時連立を組む社会民主党の村山富市が同じ大分1区から立候補したため）、下地幹郎と嘉数知賢の沖縄県の選挙区との前職重複候補者2名が7位同順位と、小選挙区重複立候補者の中でも個別に上位順位で優遇されている。これらの候補者は小選挙区での当選も含めて、全員が再選している。
- 第42回総選挙（2000年）では、基本的に前職・元職・新人の区別を問わず、小選挙区での重複立候補者の殆どが各ブロックの同一順位に登載され、この回以降もこの方針となったが、選挙戦略の観点から個別に優遇されるケースがあった。
  - この回では北陸信越ブロックの岩崎忠夫が4位（長野3区からの立候補で、対立候補が元首相の羽田孜であることを配慮）、馳浩が6位（参議院議員からの鞍替え）、東海ブロックの木村隆秀が6位（愛知5区からの立候補で、対立候補が赤松広隆であることを配慮）、山中燁子を8位（元新進党出身で本来の地盤でない愛知11区からの立候補で、全トヨタ労連の影響で民主党の党勢が強いことを配慮）と、小選挙区重複立候補者の中でも上位順位で優遇されている。この回は小選挙区での当選も含めて、山中以外の全員が再選している。
- 第43回総選挙（2003年）では、東北ブロックの玉澤徳一郎が5位（本来の地盤でない岩手4区からの立候補で、対立候補が小沢一郎であることを配慮）、東京ブロックで鳩山邦夫が2位（本来の地盤でない東京18区からの立候補で、対立候補が菅直人であることを配慮）、伊藤達也が3位（東京22区からの立候補）、北陸信越ブロックで岩崎忠夫が3位（前回の理由と同様）、東海ブロックで平田耕一が4位（三重3区からの立候補で、対立候補が岡田克也であることを配慮）と、小選挙区重複立候補者の中でも上位順位で優遇されている。この回は全員が比例復活で当選したが、特に玉澤の惜敗率は29.00%とかなり低い惜敗率でありながら、比例名簿が上位順位のため比例復活が可能であった。
- 第44回総選挙（2005年）では、いわゆる「郵政解散」が行われ、郵政民営化反対の立場で党公認がされなかった自民党系候補者に対し「刺客候補」として対立候補を擁立し、さらに女性候補を中心に重複する各ブロックの比例名簿上位に登載して優遇している（これ以外の理由での優遇もあった）。
  - この回で優遇されたのは北海道ブロックの飯島夕雁が1位（北海道10区、女性枠かつ「刺客」候補）、東北ブロックの玉澤徳一郎が4位（前回の理由と同様）、南関東ブロックの山中燁子が1位（千葉2区、女性枠）、小野次郎が3位（山梨3区、「刺客」候補）、東京ブロックの土屋正忠が2位（東京18区、対立候補が菅直人であることを配慮）、北陸信越ブロックの稲田朋美が1位（福井1区、女性枠かつ「刺客」候補）、東海ブロックの佐藤ゆかり（岐阜1区）、片山さつき（静岡8区）、藤野真紀子（愛知4区）を1位同順位（女性枠かつ佐藤、片山が「刺客」候補）、平田耕一が4位（前回の理由と同様）、倉田雅年が5位（比例単独から静岡6区に国替え）、近畿ブロックの高市早苗（奈良2区）、井脇ノブ子（大阪11区）が2位同順位（女性枠かつ高市が「刺客」候補として国替え）、上野賢一郎が5位（滋賀1区）、中国ブロックの阿部俊子が1位（岡山3区、女性枠かつ「刺客」候補）、四国ブロックの七条明が1位（徳島2区、「刺客」候補として国替え）、九州ブロックの西川京子（福岡10区）と広津素子（佐賀3区）が1位同順位（女性枠かつ「刺客」候補）、佐藤錬が第4位（大分1区、「刺客」候補として国替え）と、上位優遇が大幅に増加している。自民党大勝の恩恵を受けて、小選挙区での当選も含めて全員が当選している。
- 第45回総選挙（2009年）では、前回のような女性優遇や元「刺客」候補への優遇がなくなり、選挙区調整などでやむを得ない国替えなどの理由が対象となった。東北ブロックの吉野正芳が1位（選挙区調整で本来の地盤でない福島3区からの立候補）、中国ブロックで阿部俊子が1位（前回同様に岡山3区からの立候補で、対立候補が平沼赳夫であることを配慮）と、小選挙区重複立候補者の上位優遇が僅か2例に留まった。
- 第46回総選挙（2012年）以降は、自民党は小選挙区立候補者については基本同一順位が原則となり、比例重複の優遇例はほぼなくなっている。各回のうち一部のブロックでは、全ての重複立候補者が小選挙区も含めて当選できた回も幾度か発生している。

#### 新進党
- 第41回総選挙（1996年）では、原則として小選挙区立候補者は比例重複を行わなかった。従って、比例重複を行った候補自体が優遇と変わらない形となった。
  - この回で、南関東ブロックの須藤浩が8位（選挙区調整で本来の地盤でない千葉10区からの立候補を配慮）、東京ブロックの野村沙知代が6位（東京6区）、北陸信越ブロックの一川保夫（石川2区）、松田篤之（福井3区）が4位同順位、近畿ブロックの宮本一三が11位（兵庫9区）、中国ブロックの加藤六月が3位（岡山4区からの立候補で、対立候補が現職首相の橋本龍太郎であることを配慮）、九州ブロックの東順治が8位（福岡4区）で、数少ない比例重複となった。結果は宮本が小選挙区で当選し、一川は松田との惜敗率の差で、加藤は比例3位で議席を確保したが、加藤に至っては橋本に約3倍の得票差を付けられ、惜敗率も37.12%とかなりの低率であった。この3名以外は議席を確保できなかった（後に東が繰上当選となっている）。

#### 公明党
- 公明党は原則として小選挙区立候補者は比例重複を行わない。このため、比例重複を行った候補自体が優遇と変わらない形である。
- 唯一、第42回総選挙（2000年）で、一部のブロックについて比例重複を行っている。北関東ブロックの若松謙維を3位（埼玉6区）、南関東ブロックの富田茂之（千葉2区）、上田勇（神奈川6区）を3位、東京ブロックの遠藤乙彦（東京4区）、山口那津男（東京17区）、大野由利子（東京20区）を3位、四国ブロックで石田祝稔（高知1区）を2位でそれぞれ重複させた。しかし、重複立候補者は比例単独の幹部の立候補者より下位に順位付けられており、比例での獲得議席がこれらの重複立候補者まで回らないブロックが多く、この回に比例復活で議席を獲得できたのは若松と惜敗率の差で富田を上回った上田の2名に留まった。

#### （旧）民主党・（新）民主党
- （旧）民主党として臨んだ第41回総選挙（1996年）では、原則小選挙区立候補者については基本同一順位であったが、一部のブロックで上位優遇を行っている。
  - 東京ブロックでは、1位には同ブロックの象徴という形で菅直人を配し、3位に幹部クラスの海江田万里、鳩山邦夫、山花貞夫の3名、7位に国会議員経験者（前職の石井紘基、元職の渋谷修と鈴木喜久子、元参議院議員の村田誠醇）の4名、12位に東京都議会議員から鞍替え立候補の3名（大沢昇、手塚仁雄、山本譲司）をそれぞれ同順位と、議員経験者を複数に分類する形で重複順位の優遇を行っている。この選挙で比例は5議席を得たが、重複立候補者では小選挙区当選の菅と鳩山、3位の海江田、山花、7位は惜敗率の差で石井が議席を確保している。
  - 近畿ブロックでは、1位に元大阪HIV薬害訴訟原告の家西悟（奈良1区）を配し、2位に肥田美代子、3位に井上一成と元社民党出身の国会議員経験者、4位に山元勉、前原誠司、後藤茂の前職を同順位にして重複順位の優遇を行っている。全員が小選挙区で落選したため、3位までと4位は惜敗率の差で後藤以外が議席を確保している。1位の家西に至っては惜敗率31.39%で、落選した後藤（43.61%）よりも低い惜敗率で比例復活している。
- 旧新進党系の政党などが合流し（新）民主党として臨んだ第42回総選挙（2000年）では、南関東ブロックの後藤斎が3位（選挙区調整で本来の地盤でない山梨3区からの立候補を配慮）、東京ブロックの城島正光が2位（東京13区からの立候補）の2名が上位優遇された。両名とも比例復活で議席を確保している。
- 第43回総選挙（2003年）では、自由党との民由合併が行われた影響で、民主党側と旧自由党側の候補者間で選挙区調整が行われたため、その影響で上位優遇が増加している。南関東ブロックで樋高剛が1位（旧自由党、神奈川18区）、長浜博行が2位（民主党、千葉11区）、東海ブロックで都築譲（旧自由党、愛知15区）と伊藤忠治（民主党、三重4区）が1位同順位、近畿ブロックで玉置一弥が1位（民主党、京都1区）と、いずれも本来の地盤ではない選挙区からの立候補を配慮された。結果は小選挙区で当選した樋高を含め全員が議席を確保している。
- 第44回（2005年）から第46回（2012年）までは小選挙区重複者の比例優遇はなく、第47回（2014年）では、北海道ブロックで鈴木貴子が1位（北海道7区）、九州ブロックで大串博志が1位（佐賀2区から立候補で、大幅な区割り変更を配慮）がそれぞれ優遇されている。鈴木は惜敗率99.69%と小選挙区当選まであと一歩に迫り、一方の大串は惜敗率72.22%で惜敗率では落選相当であったが、いずれも比例優遇で議席を確保している。

#### （旧）立憲民主党・（新）立憲民主党
- 初めて臨んだ第48回総選挙（2017年）、旧国民民主党と合流した第49回総選挙（2021年）と、小選挙区重複者の比例優遇はなく同一順位で比例名簿に登載されたが、第50回総選挙（2024年）では、北海道ブロックで元職の池田真紀（北海道5区）と新人の篠田奈保子（北海道7区）の女性小選挙区重複候補2名を1位で上位優遇した。結果は池田は小選挙区で当選し、小選挙区で落選した篠田が比例復活で議席を獲得した。ただし、北海道ブロックでは、小選挙区で落選した3人全員が比例復活しており、結果的に当落には影響しなかった[6]。

#### 日本未来の党・生活の党
- 第46回総選挙（2012年）では、一部のブロックで重複立候補者のうち、原則として同一順位であっても前職候補を優先し、新人候補を一段階低い同一順位で処遇した。
  - 東北ブロックでは、重複立候補者の横山北斗、畑浩治、斎藤恭紀、高松和夫、京野公子、石原洋三郎、太田和美の7名の前職候補を1位とし、新人候補は9位としたが、前職で唯一中野渡詔子が9位で配されている。東北では比例で1議席しか獲得できず、惜敗率順で畑が議席を確保した。ただし、畑は9位の新人候補2名（達増陽子、佐藤奈保美）の惜敗率を下回っており、比例優遇がなければ落選相当であった。また、高松が供託金没収で比例での当選資格を喪失している。
  - 北関東ブロックでは、重複立候補者の小泉俊明、山岡賢次、小宮山泰子、松崎哲久の4名の前職候補を1位とし、新人候補は6位とした。北関東でも比例1議席しか獲得できず、惜敗率順で小宮山が議席を確保した。
  - 九州ブロックでは、重複立候補者の古賀敬章、山田正彦、福嶋健一郎、外山斎、玉城デニーの5名の前職候補を1位とし、新人候補は6位とした。九州でも比例1議席しか獲得できず、惜敗率順で玉城が議席を確保した。なお、玉城と山田以外は供託金没収で比例での当選資格を喪失している。
- 事実上、未来の党の後継政党となる「生活の党」として臨んだ第47回総選挙（2014年）では、重複立候補者のうち、東京ブロックで新人候補の多ケ谷亮を1位（東京10区）、前職の青木愛（東京12区）を2位で登載したが、比例で議席を獲得できなかった。なお、多ケ谷は供託金没収で比例での当選資格を喪失しており、惜敗率も10.32%と比例2位の青木（45.27%）を大きく下回っている。

#### 国民新党
- 第44回総選挙（2005年）では、原則重複立候補者を比例で上位に優先したが、複数の重複立候補者を擁立した東北ブロックで前職の津島恭一を1位とし、2名の新人（石川錬治郎、鈴木工）は2位同順位とした。東北では比例で議席を獲得できなかった。一方、北陸信越ブロックでは新人で比例単独候補の糸川正晃が1位に優遇され、重複立候補者の綿貫民輔と鈴木泰が2位同順位と、東北ブロックと異なり、逆に配されている。北陸信越では綿貫が小選挙区、糸川が比例で議席を獲得している。
- 第45回総選挙（2009年）でも、原則重複立候補者を比例で上位に優先したが、唯一東京ブロックでは比例単独の中村慶一郎が1位に優遇され、重複立候補者の真砂太郎が2位で逆に配されている。東京では比例で議席を獲得できなかった。
- 第46回総選挙（2012年）では、比例での擁立が九州ブロックの単独1名（中島正純）のみに留まったため、重複立候補自体がなかった。

#### （旧）日本維新の会・維新の党・（現）日本維新の会
- 国政選挙に日本維新の会として初めて候補を擁立した第46回総選挙（2012年）では、直前に石原慎太郎らの太陽の党が合流した背景もあり、旧太陽の党出身者・他党から移籍した前職候補者・大阪維新の会出身の地方議員経験者を中心に、比例単独候補も含めて多くの候補者を比例上位に優遇している。ここでは重複立候補者を中心に記載する。
  - 東北ブロックでは、重複立候補者のうち、みんなの党から移籍して参議院議員から鞍替えする小熊慎司が1位（福島4区）、旧太陽の党出身の升田世喜男（青森1区）、村岡敏英（秋田3区）の2名を2位で優遇した。東北では比例2議席を獲得し、小熊と2位は惜敗率の差で村岡が議席を確保した。
  - 北関東ブロックでは、重複立候補者のうち、みんなの党から移籍して参議院議員から鞍替えする上野宏史が1位（群馬1区）、民主党から移籍した石関貴史が2位（群馬2区）と優遇した。北関東では比例4議席を獲得し、上野・石関ともに議席を確保した。このうち、上野は惜敗率は49.45%で上位優遇がなければ落選相当であった。
  - 南関東ブロックでは、重複立候補者のうち、民主党から移籍した小沢鋭仁が1位（山梨1区）となった。南関東では比例5議席獲得で、小沢も議席を確保した。
  - 東京ブロックでは、重複立候補者のうち、日本創新党から合流した元職の山田宏が3位（本来の地盤でない東京19区からの立候補も配慮）となった。東京では比例3議席を得たが、1位に石原慎太郎、2位に今村洋史の単独候補2名と3位の山田といずれも比例優遇組が議席を確保し、本来の重複立候補者は全員比例復活に至らなかった。なお、山田は比例重複者では伊藤俊輔に次ぐ惜敗率（63.99%）で上位優遇がなければ落選相当であった。
  - 東海ブロックでは、重複立候補者のうち、民主党から移籍した今井雅人が1位（岐阜4区）となった。東海では比例4議席獲得で、今井も議席を確保したが、惜敗率が48.82%と重複立候補者の中ではかなり低く（12人中10位）、上位優遇がなければ落選相当であった。
  - 近畿ブロックでは最も多く重複立候補者の上位優遇を行った。大阪維新の会地方議員出身の新人4名（井上英孝、西野弘一、浦野靖人、馬場伸幸）と前職で自民党から移籍した谷畑孝、松浪健太、民主党から移籍した阪口直人、旧太陽の党出身の新人で地方議員経験のある三木圭恵がそれぞれ3位で優遇され、他の重複立候補者は12位同順位となった。結果は小選挙区勝利も含め、全員が議席を得ている。
  - 四国ブロックでは、重複立候補者のうち、みんなの党から移籍して参議院議員から鞍替えする桜内文城（愛媛4区）と、愛媛維新の会・松山維新の会が擁立する新人3名（池本俊英、西岡新、森夏枝）を1位同順位とし、他の重複立候補者2名を4位同順位とした。四国では比例2議席獲得で、惜敗率順で桜内と西岡が議席を確保した。
- 次世代の党と分党し、また結いの党と合併して「維新の党」として臨んだ第47回総選挙（2014年）では、民主党との選挙協力を実施したことにより選挙区調整が行われたが、維新の党側が重複立候補者の比例優遇を行ったのは北海道ブロックで、前回の新党大地から移籍した元職の松木謙公を1位（北海道2区）に優遇したのみに留まり、他の重複立候補者は各ブロック同順位に配された。しかし近畿ブロックで先述の選挙区調整の結果、山梨1区を地盤とする小沢鋭仁が同ブロック単独1位となり、他の重複立候補者が2位となったことが波紋を与え、特に大阪を拠点とする候補者の強い反発を招いている。
- 再び「日本維新の会」に戻った第48回（2017年）では、原則として重複立候補者は同順位としたが、北関東ブロックで青柳仁士が1位（埼玉4区）、女性候補優遇の方針で近畿ブロックで森夏枝（京都3区）と中国ブロックで灰岡香奈（広島1区）をそれぞれ1位で優遇した（森は愛媛からの国替えという事も配慮）。結果は北関東と中国では比例で議席を得られず、近畿で5議席を得て森は当選できたが、森の惜敗率は26.20%と極めて低いうえに得票率も10.04%で供託金没収寸前ながら、上位優遇で議席を確保している。
- 第49回（2021年）・第50回（2024年）はいずれも重複立候補者の上位優遇は行っていない。

#### 次世代の党
- 日本維新の会から分党して臨んだ第47回総選挙（2014年）では、重複立候補者のうち、東京ブロックの前職で幹事長の山田宏を1位（引き続き東京19区から立候補）、近畿ブロックで前職の4名（西野弘一、 三宅博、西村眞悟、杉田水脈）を1位同順位で優遇したが、いずれのブロックも比例で議席を得られなかった。なお、三宅はが供託金没収で比例での当選資格を喪失している。

#### みんなの党
- 衆院選に初めて擁立した第46回総選挙（2009年）では、南関東ブロックで重複立候補者のうち、前職の江田憲司（神奈川8区）と民主党から移籍し参議院議員から鞍替えする浅尾慶一郎（神奈川4区）を1位同順位で優遇、他の重複立候補者4名は3位同順位で登載された。優遇を受けた2人のうち、江田は小選挙区で、浅尾は比例復活で議席を確保している。
- 第47回総選挙（2012年）は、重複立候補者の上位優遇は行っていない。

#### 社会民主党
- 社会民主党も、原則小選挙区立候補者については同一順位であるが、第41回総選挙（1996年）では、例外的に南関東ブロックで前職の伊藤茂（神奈川8区）と東京ブロックで新人で市民団体代表として擁立された保坂展人（東京22区）をそれぞれ1位で優遇した。結果は両ブロックで議席を獲得し、二人とも比例復活となったが、特に保坂は選挙区では得票率が5.89%に留まり、供託金を没収されながら比例復活する珍事が発生している。なお、惜敗率も19.95%と低率で、2位の常松裕志（28.14%、ただし、同様に供託金没収であった）を下回っている。このことが著しい低得票者の比例復活制限を求める議論の契機となり、その後の公職選挙法の改正で供託金没収点未満の候補者は比例復活が不可能となった。

#### 参政党
- 衆院選に初めて擁立した第50回総選挙（2024年）では、基本的に重複立候補者よりも比例単独候補者を上位に置いた（南関東・東京・九州）が、唯一近畿ブロックでは重複立候補者のうち3名（北野裕子、安達悠司、安藤裕）を1位同順位で優遇し、4位に比例単独候補者の和泉修、さらに5位に重複立候補者1名（谷浩一郎）を置く形となった。近畿ブロックの結果は1議席を確保し、1位同順位3人の中で唯一供託金没収点を超えた北野が議席を確保している。

#### 日本共産党
- 日本共産党は、原則として比例単独・重複立候補者の区別を問わず、各ブロックの名簿順位が定まっており、特に中央委員会幹部または幹部候補の立候補者の当選が優先され、主に各ブロックで比例名簿1位を含めた上位順位で登載される。このため「各ブロックで1議席を確保できれば優先的に当選される」事が多い。他党のように、重複立候補者であっても同一順位で処遇されるケースは少ないが、下位の重複立候補者では同一順位に配される例外も散見される。
  - 委員長経験者では志位和夫は現行の小選挙区比例代表並立制に移行して以来、常に南関東ブロックの1位単独に登載され、不破哲三も第42回総選挙（2000年）まで2回とも東京ブロックの1位単独で登載されており、小選挙区での立候補経験はない。第50回総選挙（2024年）で参議院議員から鞍替えする委員長の田村智子も東京ブロック1位単独で登載されているが、参議院議員に当選する前には過去に東京13区で2度立候補経験があり、第44回総選挙（2005年）では重複立候補（最下位の4位）している。
  - 近畿ブロックの穀田恵二は第41回総選挙（1996年）から第49回総選挙（2021年）まで、京都1区との重複立候補を続けていたが、一度も小選挙区で勝利実績がなく、重複立候補落選による比例復活最多の記録（9回）を持つ（ただし、中選挙区時代の旧京都1区で当選経験あり）[7]。穀田は第41回は3位重複であったが、第42回で1位重複、第43・44回で2位重複、第45回以降は1位重複が続いていた。ただし、惜敗率は毎回50%は常に超えており、引退前直近の3回の選挙では惜敗率はいずれも70%を突破している。
  - 第44回総選挙（2005年）の東京ブロックで、中央委員会幹部会常任委員の若林義春を1位（東京22区と重複立候補）で擁立したが、小選挙区で供託金没収（得票率9.82%）となったため、共産党は東京で比例1議席を得ていたが、若林は比例復活による当選資格を喪失。代わって2位単独候補であった笠井亮が議席を獲得している。若林は惜敗率でも下位の重複立候補者（池田真理子、田村智子）を下回っている（18.85%）。

### 北海道
| 年     | 政党名     | 候補者名 | 選挙区     | 当落 | 惜敗率 | 差    |
| ------ | ---------- | -------- | ---------- | ---- | ------ | ----- |
| 1996年 | 自由民主党 | 渡辺省一 | 北海道10区 | 落選 | 72.3%  | 05.8% |
| 1996年 | 自由民主党 | 鈴木宗男 | 北海道13区 | 当選 | 66.5%  | 05.8% |
| 2000年 | 日本共産党 | 紙智子   | 北海道2区  | 落選 | 79.3%  | 36.4% |
| 2000年 | 日本共産党 | 児玉健次 | 北海道3区  | 当選 | 42.9%  | 36.4% |
| 2005年 | 自由民主党 | 金田英行 | 北海道6区  | 落選 | 98.0%  | 41.3% |
| 2005年 | 自由民主党 | 飯島夕雁 | 北海道10区 | 当選 | 56.7%  | 41.3% |

### 東北
| 年     | 政党名       | 候補者名   | 選挙区  | 当落 | 惜敗率 | 差    |
| ------ | ------------ | ---------- | ------- | ---- | ------ | ----- |
| 2003年 | 自由民主党   | 斎藤正美   | 宮城5区 | 落選 | 87.6%  | 68.6% |
| 2003年 | 自由民主党   | 玉澤徳一郎 | 岩手4区 | 当選 | 29.0%  | 68.6% |
| 2005年 | 自由民主党   | 斎藤正美   | 宮城5区 | 落選 | 87.5%  | 48.9% |
| 2005年 | 自由民主党   | 玉澤徳一郎 | 岩手4区 | 当選 | 38.6%  | 48.9% |
| 2009年 | 自由民主党   | 御法川信英 | 秋田3区 | 落選 | 89.0%  | 53.4% |
| 2009年 | 自由民主党   | 吉野正芳   | 福島3区 | 当選 | 35.6%  | 53.4% |
| 2012年 | 日本未来の党 | 達増陽子   | 岩手1区 | 落選 | 74.6%  | 08.6% |
| 2012年 | 日本未来の党 | 畑浩治     | 岩手2区 | 当選 | 66.0%  | 08.6% |

### 北関東
| 年     | 政党名       | 候補者名 | 選挙区  | 当落 | 惜敗率 | 差     |
| ------ | ------------ | -------- | ------- | ---- | ------ | ------ |
| 1996年 | 日本共産党   | 高村雅子 | 埼玉6区 | 落選 | 54.9%  | 01.2%  |
| 1996年 | 日本共産党   | 矢島恒夫 | 埼玉7区 | 当選 | 53.7%  | 01.2%  |
| 2012年 | 日本維新の会 | 青柳仁士 | 埼玉4区 | 落選 | 65.16% | 15.71% |
| 2012年 | 日本維新の会 | 上野宏史 | 群馬1区 | 当選 | 49.45% | 15.71% |

### 東京
| 年     | 政党名       | 候補者名   | 選挙区   | 当落  | 惜敗率 | 差            |
| ------ | ------------ | ---------- | -------- | ----- | ------ | ------------- |
| 1996年 | 自由民主党   | 清水清一朗 | 東京20区 | 落選  | 98.2%  | 03.3% - 22.1% |
| 1996年 | 自由民主党   | 松島みどり | 東京14区 | 落選  | 96.0%  | 03.3% - 22.1% |
| 1996年 | 自由民主党   | 近藤信好   | 東京13区 | 落選  | 92.2%  | 03.3% - 22.1% |
| 1996年 | 自由民主党   | 小沢潔     | 東京21区 | 当選  | 88.9%  | 03.3% - 22.1% |
| 1996年 | 自由民主党   | 深谷隆司   | 東京2区  | 当選  | 77.7%  | 03.3% - 22.1% |
| 1996年 | 自由民主党   | 越智通雄   | 東京6区  | 当選  | 76.1%  | 03.3% - 22.1% |
| 1996年 | 民主党       | 小川敏夫   | 東京9区  | 落選  | 88.6%  | 10.1% - 25.3% |
| 1996年 | 民主党       | 三木立     | 東京7区  | 落選  | 87.6%  | 10.1% - 25.3% |
| 1996年 | 民主党       | 海江田万里 | 東京1区  | 当選  | 77.5%  | 10.1% - 25.3% |
| 1996年 | 民主党       | 石井紘基   | 東京6区  | 当選  | 63.3%  | 10.1% - 25.3% |
| 1996年 | 社会民主党   | 常松裕志   | 東京19区 | 落選  | 28.1%  | 08.7%         |
| 1996年 | 社会民主党   | 保坂展人   | 東京22区 | 当選  | 19.4%  | 08.7%         |
| 2000年 | 民主党       | 片山光代   | 東京8区  | 落選  | 72.9%  | 14.4%         |
| 2000年 | 民主党       | 城島正光   | 東京13区 | 当選  | 58.5%  | 14.4%         |
| 2005年 | 日本共産党   | 池田真理子 | 東京20区 | 落選※ | 28.7%  | 09.8% - 28.7% |
| 2005年 | 日本共産党   | 若林義春   | 東京22区 | 落選※ | 18.9%  | 09.8% - 28.7% |
| 2005年 | 日本共産党   | 笠井亮     | 比例単独 | 当選※ | 00.0%  | 09.8% - 28.7% |
| 2012年 | 日本維新の会 | 伊藤俊輔   | 東京23区 | 落選  | 67.8%  | 03.8%         |
| 2012年 | 日本維新の会 | 山田宏     | 東京19区 | 当選  | 64.0%  | 03.8%         |
| 2017年 | 日本共産党   | 池内沙織   | 東京12区 | 落選  | 74.1%  | 20.5%         |
| 2017年 | 日本共産党   | 宮本徹     | 東京20区 | 当選  | 53.6%  | 20.5%         |
| 2021年 | 日本共産党   | 池内沙織   | 東京12区 | 落選  | 71.2%  | 16.6%         |
| 2021年 | 日本共産党   | 宮本徹     | 東京20区 | 当選  | 54.6%  | 16.6%         |

- ※ 2005年衆院選の共産党は比例配分で1議席回ったが、比例1位の重複立候補の若林は小選挙区で供託金没収点に達しなかったため当選資格を失い、比例2位の比例単独立候補の笠井が当選となり、比例3位の重複立候補の池田は落選した。笠井の惜敗率0.0％は小選挙区に立候補しなかったが便宜上記載したもの。

### 南関東
| 年     | 政党名     | 候補者名   | 選挙区     | 当落  | 惜敗率 | 差    |
| ------ | ---------- | ---------- | ---------- | ----- | ------ | ----- |
| 1996年 | 自由民主党 | 水野賢一   | 千葉9区    | 落選※ | 95.1%  | 01.2% |
| 1996年 | 自由民主党 | 小此木八郎 | 神奈川3区  | 当選  | 93.9%  | 01.2% |
| 1996年 | 日本共産党 | 中嶋誠     | 千葉6区    | 落選  | 52.0%  | 06.4% |
| 1996年 | 日本共産党 | 大森猛     | 神奈川5区  | 当選  | 45.8%  | 06.4% |
| 1996年 | 社会民主党 | 林由美子   | 神奈川1区  | 落選  | 40.2%  | 05.8% |
| 1996年 | 社会民主党 | 伊藤茂     | 神奈川8区  | 当選  | 34.4%  | 05.8% |
| 2000年 | 日本共産党 | 笠木隆     | 神奈川10区 | 落選  | 51.8%  | 14.2% |
| 2000年 | 日本共産党 | 大森猛     | 神奈川5区  | 当選  | 37.6%  | 14.2% |
| 2014年 | 日本共産党 | 遠藤昭子   | 山梨1区    | 落選  | 28.5%  | 08.2% |
| 2014年 | 日本共産党 | 斉藤和子   | 千葉4区    | 当選  | 20.3%  | 08.2% |

- ※ 後に繰り上げ当選

### 北陸信越
| 年     | 政党名     | 候補者名     | 選挙区  | 当落 | 惜敗率 | 差    |
| ------ | ---------- | ------------ | ------- | ---- | ------ | ----- |
| 2000年 | 自由民主党 | 白川勝彦     | 新潟6区 | 落選 | 95.5%  | 54.5% |
| 2000年 | 自由民主党 | 岩崎忠夫     | 長野3区 | 当選 | 41.0%  | 54.5% |
| 2000年 | 自由党     | 菊田真紀子   | 新潟4区 | 落選 | 96.3％ | 48.8% |
| 2000年 | 自由党     | 一川保夫     | 石川2区 | 当選 | 47.5%  | 48.8% |
| 2003年 | 自由民主党 | 吉田六左ェ門 | 新潟1区 | 落選 | 80.6%  | 38.4% |
| 2003年 | 自由民主党 | 岩崎忠夫     | 長野3区 | 当選 | 52.2%  | 38.4% |

### 東海
| 年     | 政党名       | 候補者名 | 選挙区   | 当落  | 惜敗率 | 差            |
| ------ | ------------ | -------- | -------- | ----- | ------ | ------------- |
| 2000年 | 自由民主党   | 鈴木淳司 | 愛知7区  | 落選  | 96.5%  | 18.2%         |
| 2000年 | 自由民主党   | 木村隆秀 | 愛知5区  | 当選  | 78.3%  | 18.2%         |
| 2003年 | 自由民主党   | 木村隆秀 | 愛知5区  | 落選※ | 86.9%  | 32.0% - 36.0% |
| 2003年 | 自由民主党   | 浅野勝人 | 愛知14区 | 落選  | 82.9%  | 32.0% - 36.0% |
| 2003年 | 自由民主党   | 平田耕一 | 三重3区  | 当選  | 50.9%  | 32.0% - 36.0% |
| 2012年 | 日本維新の会 | 松田直久 | 三重1区  | 落選  | 61.8%  | 13.0%         |
| 2012年 | 日本維新の会 | 今井雅人 | 岐阜4区  | 当選  | 48.8%  | 13.0%         |

- ※ 後に繰り上げ当選

### 近畿
| 年     | 政党名       | 候補者名   | 選挙区    | 当落  | 惜敗率 | 差            |
| ------ | ------------ | ---------- | --------- | ----- | ------ | ------------- |
| 1996年 | 民主党       | 山井和則   | 京都6区   | 落選  | 74.6%  | 00.9％～43.2% |
| 1996年 | 民主党       | 中務正裕   | 大阪7区   | 落選  | 67.5%  | 00.9％～43.2% |
| 1996年 | 民主党       | 大谷信盛   | 大阪9区   | 落選  | 47.2%  | 00.9％～43.2% |
| 1996年 | 民主党       | 井上一成   | 大阪8区   | 当選  | 46.3%  | 00.9％～43.2% |
| 1996年 | 民主党       | 山元勉     | 滋賀1区   | 当選  | 42.1%  | 00.9％～43.2% |
| 1996年 | 民主党       | 家西悟     | 奈良1区   | 当選  | 31.4%  | 00.9％～43.2% |
| 2000年 | 日本共産党   | 藤末衛     | 兵庫1区   | 落選  | 74.2%  | 21.9%         |
| 2000年 | 日本共産党   | 吉井英勝   | 大阪13区  | 当選  | 50.3%  | 21.9%         |
| 2000年 | 自由党       | 梶原康弘   | 兵庫5区   | 落選※ | 28.1%  | 12.9% - 28.1% |
| 2000年 | 自由党       | 豊田潤多郎 | 京都4区   | 落選※ | 15.2％ | 12.9% - 28.1% |
| 2000年 | 自由党       | 中塚一宏   | 比例単独  | 当選※ | 00.0%  | 12.9% - 28.1% |
| 2003年 | 民主党       | 岡田康裕   | 兵庫10区  | 落選  | 79.2%  | 04.3%         |
| 2003年 | 民主党       | 玉置一弥   | 京都1区   | 当選  | 75.9%  | 04.3%         |
| 2003年 | 日本共産党   | 下角力     | 和歌山1区 | 落選  | 45.1%  | 02.8% - 10.7% |
| 2003年 | 日本共産党   | 山下芳生   | 大阪5区   | 落選  | 40.8%  | 02.8% - 10.7% |
| 2003年 | 日本共産党   | 石井郁子   | 大阪2区   | 当選  | 38.0%  | 02.8% - 10.7% |
| 2003年 | 日本共産党   | 吉井英勝   | 大阪13区  | 当選  | 34.4%  | 02.8% - 10.7% |
| 2012年 | 日本維新の会 | 清水鴻一郎 | 京都6区   | 落選※ | 77.7%  | 25.9% - 28.5% |
| 2012年 | 日本維新の会 | 清水貴之   | 兵庫4区   | 落選  | 75.4%  | 25.9% - 28.5% |
| 2012年 | 日本維新の会 | 阪口直人   | 和歌山2区 | 当選  | 49.5%  | 25.9% - 28.5% |
| 2012年 | 日本維新の会 | 三木圭恵   | 兵庫5区   | 当選  | 49.2%  | 25.9% - 28.5% |
| 2014年 | 日本共産党   | 石村和子   | 京都3区   | 落選  | 44.8%  | 06.7%         |
| 2014年 | 日本共産党   | 清水忠史   | 大阪4区   | 当選  | 38.1%  | 06.7%         |
| 2017年 | 希望の党     | 馬淵澄夫   | 奈良1区   | 落選※ | 97.2%  | 64.8%         |
| 2017年 | 希望の党     | 井上一徳   | 京都5区   | 当選  | 32.4%  | 64.8%         |
| 2017年 | 日本維新の会 | 美延映夫   | 大阪4区   | 落選※ | 90.4%  | 64.2%         |
| 2017年 | 日本維新の会 | 森夏枝     | 京都3区   | 当選  | 26.2%  | 64.2%         |

- ※ 2000年衆院選の自由党は比例配分で3議席回ったが、比例1位の重複立候補3人中の1人である豊田は小選挙区で供託金没収点に達しなかったため当選資格を失い、比例4位の比例単独立候補の中塚が当選となり、比例5位の重複立候補の梶原は落選した。中塚の惜敗率0.0％は小選挙区に立候補しなかったが便宜上記載したもの。また、2012年の衆院選に出馬し落選した日本維新の会の清水鴻一郎は後に繰り上げ当選。2017年の衆院選に出馬し落選した当時希望の党所属だった馬淵、日本維新の会に所属していた美延は後に繰り上げ当選。

### 中国
| 年     | 政党名     | 候補者名 | 選挙区  | 当落 | 惜敗率 | 差    |
| ------ | ---------- | -------- | ------- | ---- | ------ | ----- |
| 2009年 | 自由民主党 | 寺田稔   | 広島5区 | 落選 | 93.8%  | 38.9% |
| 2009年 | 自由民主党 | 阿部俊子 | 岡山3区 | 当選 | 54.9%  | 38.9% |

### 九州
| 年     | 政党名     | 候補者名 | 選挙区    | 当落 | 惜敗率 | 差            |
| ------ | ---------- | -------- | --------- | ---- | ------ | ------------- |
| 1996年 | 自由民主党 | 渡瀬憲明 | 熊本5区   | 落選 | 91.0%  | 38.1% - 47.1% |
| 1996年 | 自由民主党 | 宮島大典 | 長崎1区   | 落選 | 84.7%  | 38.1% - 47.1% |
| 1996年 | 自由民主党 | 嘉数知賢 | 沖縄3区   | 当選 | 56.6%  | 38.1% - 47.1% |
| 1996年 | 自由民主党 | 衛藤晟一 | 大分1区   | 当選 | 53.9%  | 38.1% - 47.1% |
| 2000年 | 自由民主党 | 衛藤晟一 | 大分1区   | 落選 | 97.8%  | 26.7％        |
| 2000年 | 自由民主党 | 嘉数知賢 | 沖縄3区   | 当選 | 71.1%  | 26.7％        |
| 2003年 | 日本共産党 | 仁比聡平 | 福岡10区  | 落選 | 34.6%  | 01.1%         |
| 2003年 | 日本共産党 | 赤嶺政賢 | 沖縄1区   | 当選 | 33.5%  | 01.1%         |
| 2005年 | 自由民主党 | 園田修光 | 鹿児島2区 | 落選 | 81.9%  | 23.9% - 33.1% |
| 2005年 | 自由民主党 | 持永哲志 | 宮崎3区   | 落選 | 79.9%  | 23.9% - 33.1% |
| 2005年 | 自由民主党 | 広津素子 | 佐賀3区   | 当選 | 56.0%  | 23.9% - 33.1% |
| 2005年 | 自由民主党 | 佐藤錬   | 大分1区   | 当選 | 48.8%  | 23.9% - 33.1% |
| 2014年 | 民主党     | 稲富修二 | 福岡2区   | 落選 | 81.7%  | 09.5%         |
| 2014年 | 民主党     | 大串博志 | 佐賀2区   | 当選 | 72.2%  | 09.5%         |